# Romeo y Julieta
Pour les articles homonymes, voir Roméo et Juliette.
Romeo y Julieta (Roméo et Juliette) est une marque de cigares cubains classée dans le milieu supérieur (medio alto) de la pyramide des marques selon la société Habanos S.A. qui la commercialise.

## Histoire de la marque
La marque Romeo y Julieta est fondée à La Havane en 1875 par deux espagnols Inocensio Alvarez Rodriguez et José Manin Garcia. Ils installent leur fabrique rue San Rafael, puis rue Belascoin.
Trente ans plus tard, elle est rachetée par José Rodriguez, dit "Don Pepin". Celui-ci développe surtout l'image de la marque, vouée à l'exportation, et rachète, par exemple, le Palais des Capulet à Vérone et y installe une boutique de cigares.
Pendant toute la première moitié du XXe siècle, Romeo y Julieta est spécialisé dans les figurado, cigares à la forme particulière, effilés aux deux bouts, qui tomberont en désuétude après la Seconde Guerre mondiale et ne seront ressuscités que dans les années 1990 avec la marque Cuaba, dont les cigares sont roulés par Romeo y Julieta.
Parallèlement, Romeo y Julieta se spécialise dans la création de bagues "personnalisées", permettant à des amateurs, riches ou moins riches, d'avoir des cigares bagués à son nom. On dit que la marque aurait produit près de 20 000 bagues différentes au cours de son existence.
Aujourd'hui, Romeo y Julieta est la deuxième marque cubaine la plus diffusée au monde (16,2 % du marché en 2001), derrière Montecristo.

## Gamme

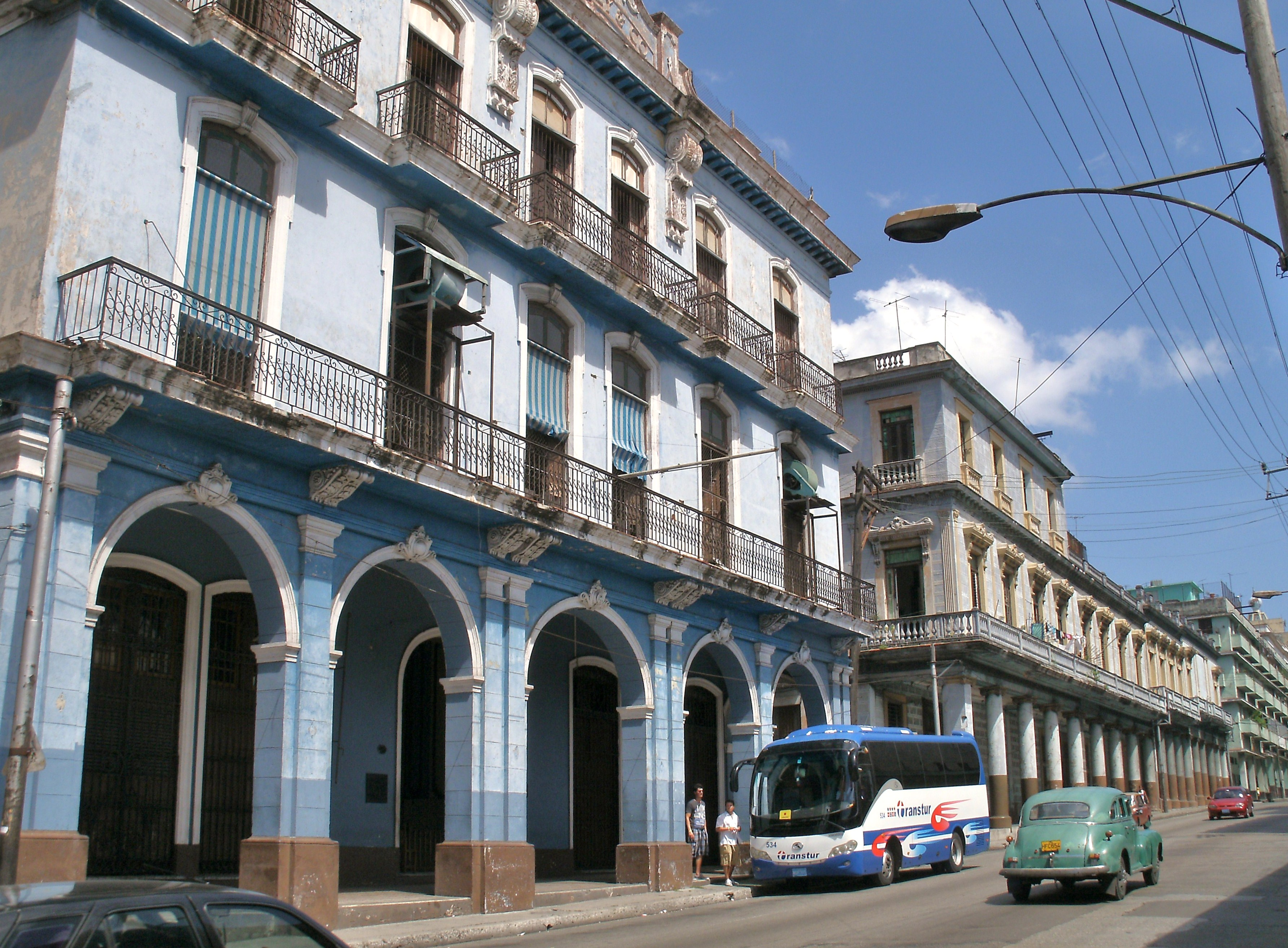
La manufacture de cigares Romeo y Julieta à La Havane

La gamme Romeo y julieta est la plus vaste des cubains : une vingtaine de modules différents, sans compter les éditions spéciales ! Les modules les plus connus sont le très célèbre Churchill, le plus gros de la gamme, et le Millefleur, petit module facile d'accès et aux dimensions adaptées au temps de fumage dont disposent actuellement les amateurs de cigares.
La marque propose régulièrement de nouveaux modules, le dernier étant le Wide Churchill, tandis que d'autres sont retirés du catalogue. La liste donnée ici est donc indicative.
- Churchill (Ø 1,9 cm L 17,8 cm)
- Wide Churchill (Ø 2,3 cm L 13,0 cm)
- Short Churchill (Ø 2,0 cm L 12,4 cm)
- Belicoso (Campana, Ø 2,1 cm L 14,0 cm)
- Cedros de luxe N°1, vendu enveloppé dans une écorce de cèdre (Cervantes, Ø 1,7 cm . 14,2 cm)
- Cedros de luxe N°2, vendu enveloppé dans une écorce de cèdre (Corona, Ø 1,7 cm . 12,9 cm)
- Cedros de luxe N°3, vendu enveloppé dans une écorce de cèdre (Mareva, Ø 1,6 cm . 11,6 cm)
- Romeo N°1, vendu en tube aluminium (Romeo, Ø 2 cm L 14,08 cm)
- Romeo N°2, vendu en tube (Petit Corona, Ø 1,7 cm L 12,9 cm)
- Romeo N°3, vendu en tube (Coronitas, Ø 1,6 cm L 11,7 cm)
- Romeo N°4, vendu en tube
- Excepcionales (Petit Corona, Ø 1,7 cm L 12,9 cm)
- Cazadores (Ø 1,7 cm L 16,2 cm)
- Petit Corona (Ø 1,7 cm L 12,9 cm)
- Mille Fleurs (Ø 1,7 cm L 12,9 cm)
- Belvedere (Ø 1,5 cm L 12,5 cm)
- Sport Largos (Ø 1,4 cm L 11,7 cm)
- Exhibicion n°3 (Corona Gorda, Ø 1,9 cm L 14,3 cm)
- Exhibicion n°4 (Ø 1,9 cm L 12,7 cm)

## Modules et chefs de gouvernement
Le Julieta N°2 a porté successivement le nom de deux chefs de Gouvernement. Après la Première Guerre Mondiale, le nom de Clemenceau lui fut donné. La référence resta au catalogue de la marque jusqu'en 1980.
Mais, à cette date, il était déjà connu, et même très célèbre, sous un autre nom, celui de Churchill, qui lui fut donné après 1947 à la suite de la visite du Premier ministre britannique, grand amateur de la marque, à la fabrique. Le nom est d'ailleurs resté comme générique du format correspondant.